# Doulcon
Doulcon est une commune française située dans le département de la Meuse, en région Grand Est.
Ses habitants sont appelés les Doulconais.

## Géographie

### Localisation
Doulcon est un village-rue typique lorrain. La rue principale s'étend vers l'ouest depuis la Meuse. Il est situé sur un ancien méandre du fleuve en forme de cirque et entouré de collines boisées. Avec Dun-sur-Meuse, la commune voisine et « jumelle », Doulcon marque l'endroit où la Meuse sort des côtes de Meuse pour rejoindre la plaine de la Woëvre.

### Communes limitrophes
- Mont-devant-Sassey au nord ;
- Sassey-sur-Meuse au nord-est ;
- Dun-sur-Meuse à l'est ;
- Cléry-le-Petit au sud-est ;
- Cléry-le-Grand au sud ;
- Aincreville au sud-ouest ;
- Villers-devant-Dun à l'ouest.

| Mont-devant-Sassey | Dun-sur-Meuse  | Dun-sur-Meuse  |
| Cléry-le-Grand     | Doulcon        | Dun-sur-Meuse  |
| Cléry-le-Grand     | Cléry-le-Petit | Cléry-le-Petit |

### Hydrographie
La commune est dans le bassin versant de la Meuse au sein du bassin Rhin-Meuse. Elle est drainée par la Meuse, le canal de l'Est Branche-Nord, le ruisseau l'Andon (Bras-Nord), le ruisseau des Archets, le ruisseau de Jupille, la Vieille Meuse et la Dérivation du Lac Vert,.
La Meuse, d'une longueur de 486 km dans sa partie française, est un fleuve européen qui prend sa source en France, dans la commune du Châtelet-sur-Meuse, à 409 mètres d'altitude, et se jette dans la mer du Nord après un cours long d'approximativement 950 kilomètres traversant la France, la Belgique et les Pays-Bas.
Le canal de l'Est Branche-Nord, d'une longueur de 141 km, est un chenal et un cours d'eau naturel navigable qui relie Givet à Troussey, où il rejoint le canal de la Marne au Rhin.
L'Andon (Bras-Nord), d'une longueur de 24 km, prend sa source dans la commune de Montfaucon-d'Argonne et se jette  dans la Meuse sur la commune, après avoir traversé onze communes.

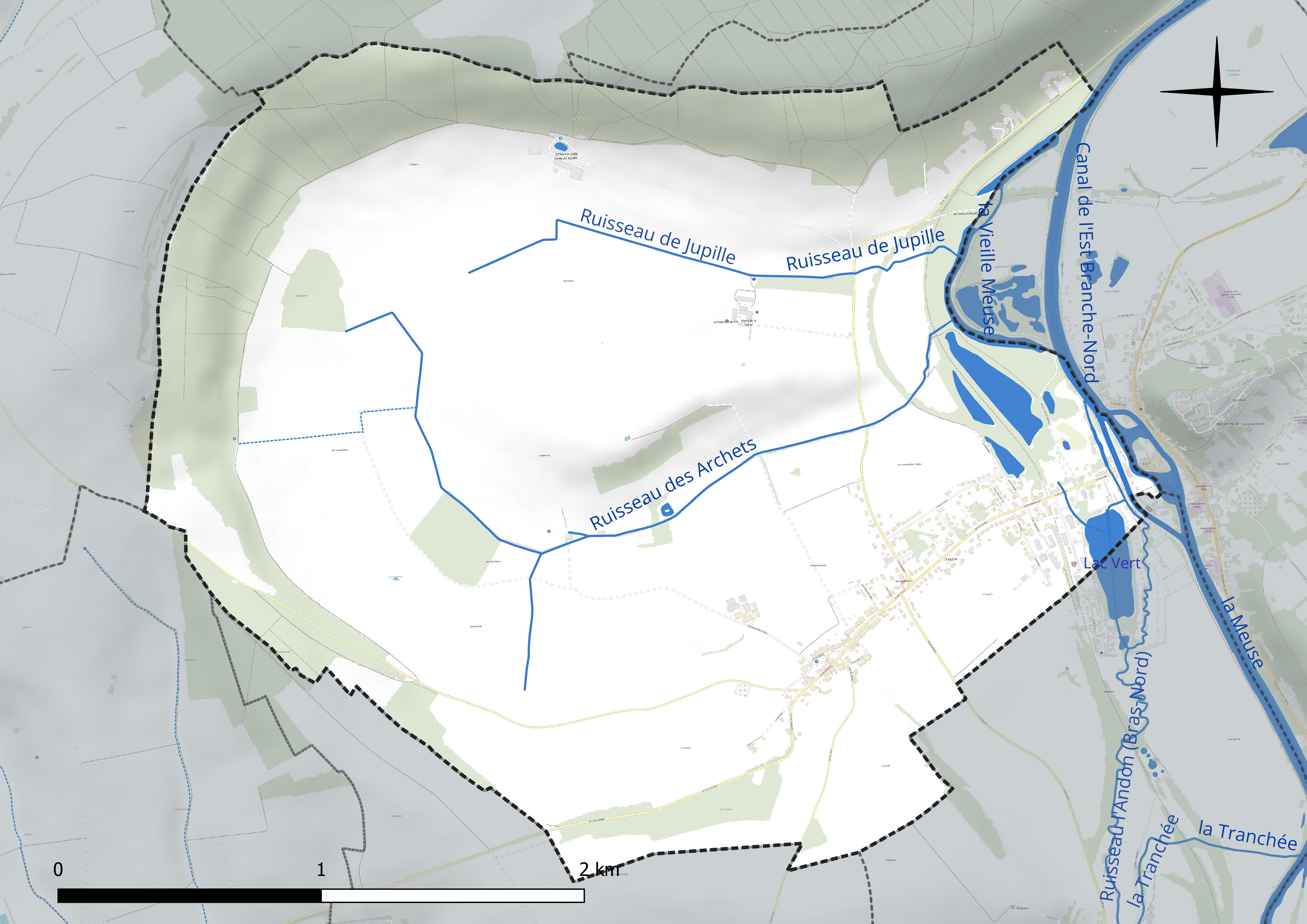
Réseau hydrographique de Doulcon.

Un plan d'eau complète le réseau hydrographique : le lac Vert, d'une superficie totale de 5,1 ha (2,2 ha sur la commune),.

### Climat
Pour des articles plus généraux, voir Climat du Grand Est et Climat de la Meuse.
En 2010, le climat de la commune est de type climat de montagne, selon une étude du Centre national de la recherche scientifique s'appuyant sur une série de données couvrant la période 1971-2000. En 2020, Météo-France publie une typologie des climats de la France métropolitaine dans laquelle la commune est exposée à un climat océanique altéré et est dans la région climatique  Lorraine, plateau de Langres, Morvan, caractérisée par un hiver rude (1,5 °C), des vents modérés et des brouillards fréquents en automne et hiver.
Pour la période 1971-2000, la température annuelle moyenne est de 9,9 °C, avec une amplitude thermique annuelle de 15,8 °C. Le cumul annuel moyen de précipitations est de 929 mm, avec 13,9 jours de précipitations en janvier et 9,4 jours en juillet. Pour la période 1991-2020, la température moyenne annuelle observée sur la station météorologique de Météo-France la plus proche, « Mouzay », sur la commune de Mouzay à 10 km à vol d'oiseau, est de 10,6 °C et le cumul annuel moyen de précipitations est de 789,5 mm. 
La température maximale relevée sur cette station est de 40,4 °C, atteinte le 24 juillet 2019 ; la température minimale est de −15,3 °C, atteinte le 20 décembre 2009,,.
Les paramètres climatiques de la commune ont été estimés pour le milieu du siècle (2041-2070) selon différents scénarios d'émission de gaz à effet de serre à partir des nouvelles projections climatiques de référence DRIAS-2020. Ils sont consultables sur un site dédié publié par Météo-France en novembre 2022.

## Urbanisme

### Typologie
Au 1er janvier 2024, Doulcon est catégorisée bourg rural, selon la nouvelle grille communale de densité à sept niveaux définie par l'Insee en 2022.
Elle est située hors unité urbaine et hors attraction des villes,.

### Occupation des sols
L'occupation des sols de la commune, telle qu'elle ressort de la base de données européenne d’occupation biophysique des sols Corine Land Cover (CLC), est marquée par l'importance des territoires agricoles (76 % en 2018), une proportion sensiblement équivalente à celle de 1990 (76,5 %). La répartition détaillée en 2018 est la suivante : 
terres arables (54,7 %), prairies (21 %), forêts (16,4 %), zones urbanisées (4,2 %), eaux continentales (3,3 %), zones agricoles hétérogènes (0,3 %). L'évolution de l’occupation des sols de la commune et de ses infrastructures peut être observée sur les différentes représentations cartographiques du territoire : la carte de Cassini (XVIIIe siècle), la carte d'état-major (1820-1866) et les cartes ou photos aériennes de l'IGN pour la période actuelle (1950 à aujourd'hui).

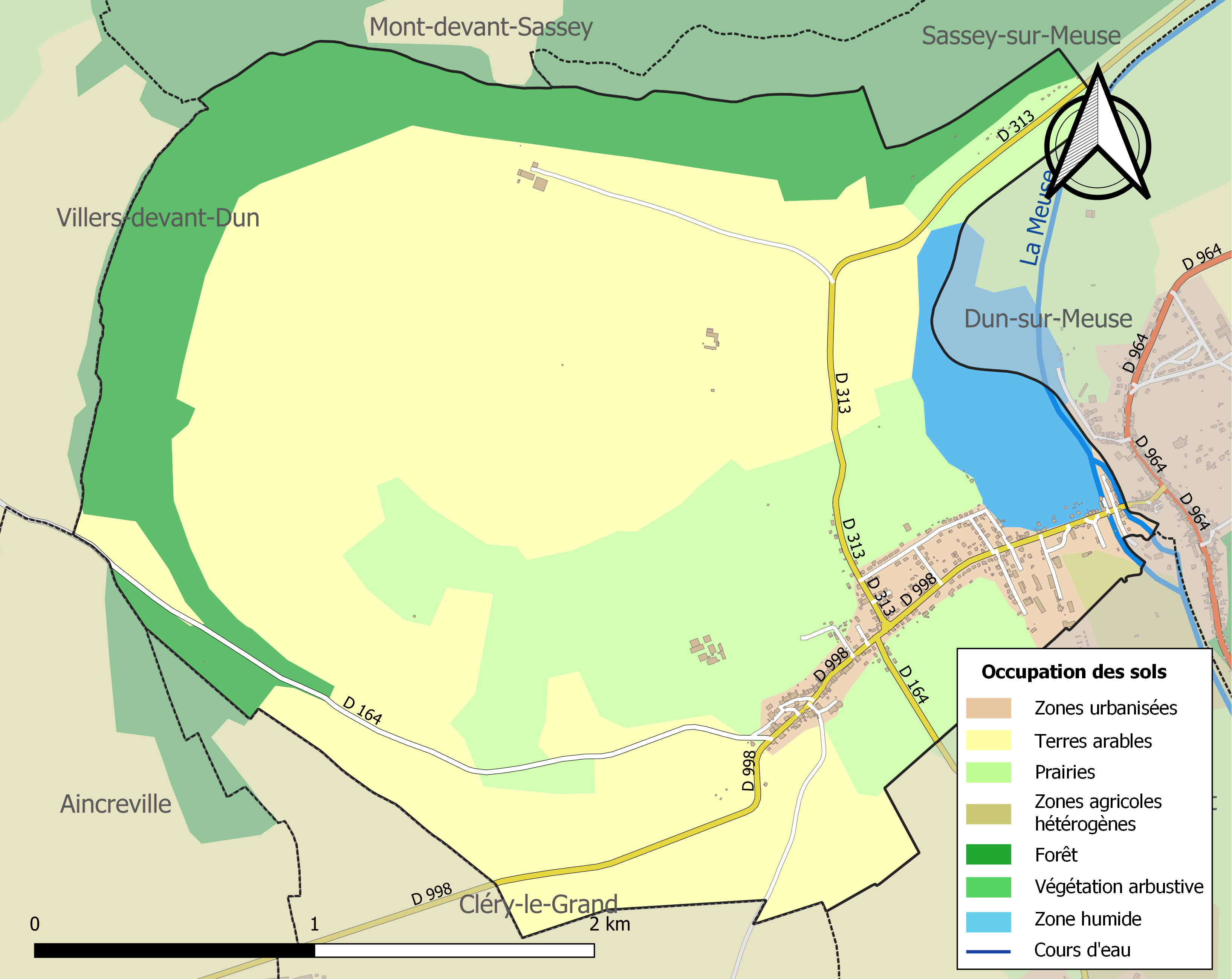
Carte des infrastructures et de l'occupation des sols de la commune en 2018 (CLC).

## Toponymie
Le nom de la localité est attesté sous les formes Dulcomense-castrum (939) ; Douscons (1285) ; Doucons (XIVe siècle) ; Doucon (1483) ; Douxcon (1549) ; Sanctus-Petrus de Dulcone (XVIe siècle) ; Dolcon (1582) ; Dulcon (1675) ; Dulco (1679).

Du gaulois -dol : « méandre ». Le village est situé sur un ancien méandre du de la Meuse en forme de cirque.
Doulcon : Ancienne capitale du pagus Dulcomensis ou Dolomensis qui a donné son nom a l'ancien « pays Dormois », alors comté, qui s'étendait jusqu'à la Meuse entre 812 et 1020.

## Histoire
Doulcon semble avoir été la capitale du pagus Dulcomensis devenu ensuite le Comté de Dormois[réf. nécessaire] étendu dans une zone à cheval sur les départements actuels des Ardennes et de la Meuse. Ce pagus aurait disparu au XIe siècle sous les assauts du comte de Grandpré.
En novembre 1918, la cinquième division d'infanterie américaine franchit la Meuse à partir de Doulcon par un pont construit par le génie sous le feu de l'artillerie allemande postée à Dun-sur- Meuse, sur l'autre rive. Une borne en forme d'obélisque avec un losange rouge, emblème de la cinquième division, située près de la mairie, commémore ce fait d'arme.

## Politique et administration

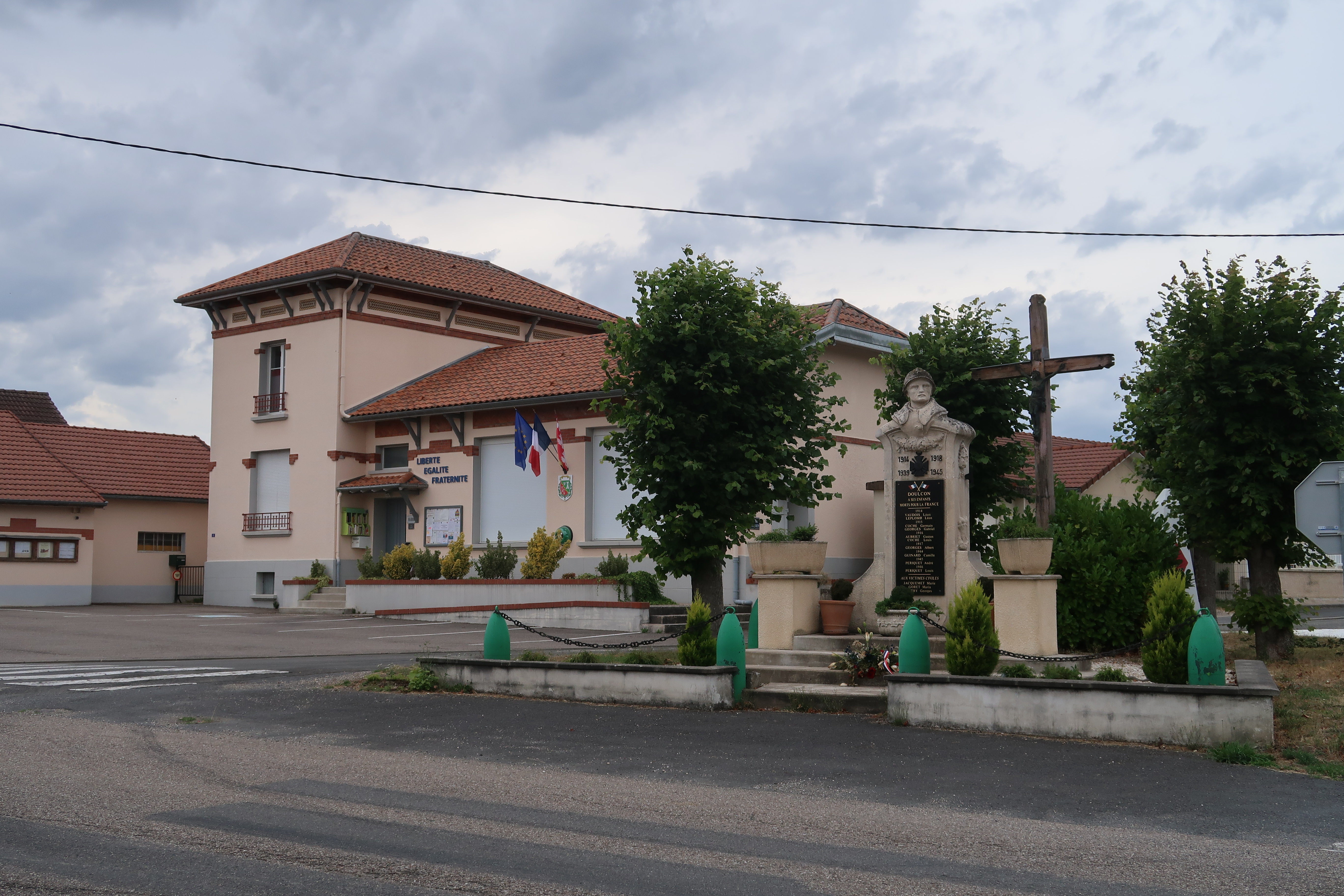
Mairie actuelle
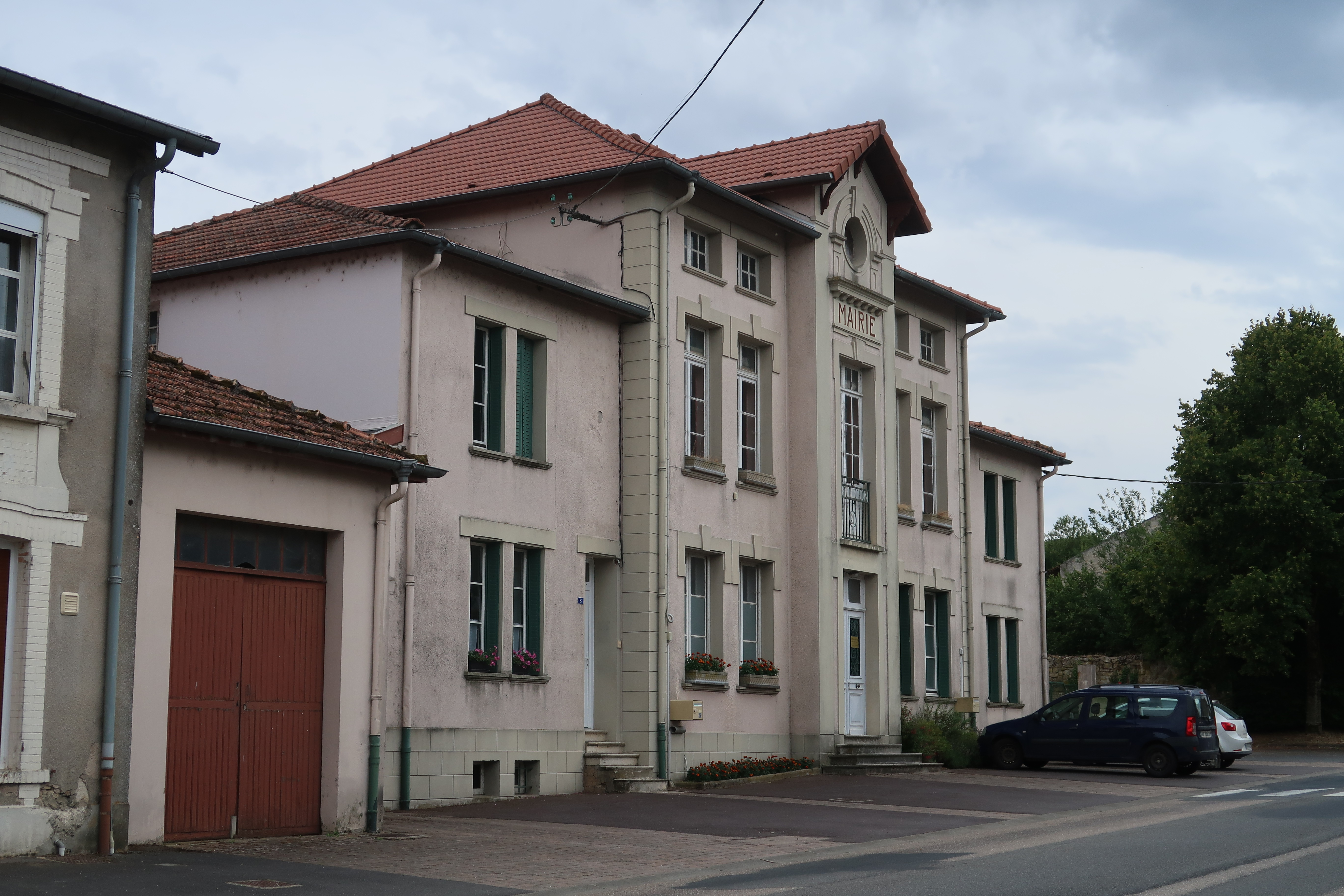
Ancienne mairie

| Période                                  | Période   | Identité                                  | Étiquette | Qualité                                                   |
| ---------------------------------------- | --------- | ----------------------------------------- | --------- | --------------------------------------------------------- |
| Les données manquantes sont à compléter. |           |                                           |           |                                                           |
| mars 1977                                | mars 2014 | Bernard Courtaux (1942-2022)              | DVD       | Conseiller général du canton de Dun-sur-Meuse (1985-2011) |
| mars 2014                                | En cours  | Alain Plun Réélu pour le mandat 2020-2026 |           | Conseiller général du canton de Dun-sur-Meuse (2011-2015) |

## Population et société

### Démographie

#### Évolution démographique
L'évolution du nombre d'habitants est connue à travers les recensements de la population effectués dans la commune depuis 1793. Pour les communes de moins de 10 000 habitants, une enquête de recensement portant sur toute la population est réalisée tous les cinq ans, les populations de référence des années intermédiaires étant quant à elles estimées par interpolation ou extrapolation. Pour la commune, le premier recensement exhaustif entrant dans le cadre du nouveau dispositif a été réalisé en 2004.

En 2022, la commune comptait 422 habitants, en évolution de −7,25 % par rapport à 2016 (Meuse : −4,4 %, France hors Mayotte : +2,11 %).
| 1793 | 1800 | 1806 | 1821 | 1831 | 1836 | 1841 | 1846 | 1851 |
| ---- | ---- | ---- | ---- | ---- | ---- | ---- | ---- | ---- |
| 194  | 198  | 227  | 226  | 230  | 250  | 251  | 244  | 240  |

| 1856 | 1861 | 1866 | 1872 | 1876 | 1881 | 1886 | 1891 | 1896 |
| ---- | ---- | ---- | ---- | ---- | ---- | ---- | ---- | ---- |
| 225  | 246  | 254  | 224  | 206  | 257  | 253  | 237  | 222  |

| 1901 | 1906 | 1911 | 1921 | 1926 | 1931 | 1936 | 1946 | 1954 |
| ---- | ---- | ---- | ---- | ---- | ---- | ---- | ---- | ---- |
| 233  | 233  | 236  | 328  | 446  | 428  | 432  | 398  | 409  |

| 1962 | 1968 | 1975 | 1982 | 1990 | 1999 | 2004 | 2006 | 2009 |
| ---- | ---- | ---- | ---- | ---- | ---- | ---- | ---- | ---- |
| 387  | 393  | 389  | 455  | 483  | 445  | 421  | 408  | 443  |

| 2014 | 2019 | 2022 | - | - | - | - | - | - |
| ---- | ---- | ---- | - | - | - | - | - | - |
| 441  | 426  | 422  | - | - | - | - | - | - |

#### Pyramide des âges
La population de la commune est relativement âgée.
En 2018, le taux de personnes d'un âge inférieur à 30 ans s'élève à 29,1 %, soit en dessous de la moyenne départementale (32,4 %). À l'inverse, le taux de personnes d'âge supérieur à 60 ans est de 35,5 % la même année, alors qu'il est de 29,6 % au niveau départemental.
En 2018, la commune comptait 213 hommes pour 223 femmes, soit un taux de 51,15 % de femmes, légèrement supérieur au taux départemental (50,49 %).
Les pyramides des âges de la commune et du département s'établissent comme suit.
| Hommes | Classe d’âge | Femmes |
| ------ | ------------ | ------ |
| 1,4    | 90 ou +      | 2,3    |
| 8,7    | 75-89 ans    | 10,1   |
| 24,5   | 60-74 ans    | 23,9   |
| 17,3   | 45-59 ans    | 19,3   |
| 14,9   | 30-44 ans    | 19,3   |
| 15,9   | 15-29 ans    | 9,6    |
| 17,3   | 0-14 ans     | 15,6   |

| Hommes | Classe d’âge | Femmes |
| ------ | ------------ | ------ |
| 0,8    | 90 ou +      | 2,2    |
| 7,6    | 75-89 ans    | 11     |
| 20,2   | 60-74 ans    | 20,5   |
| 20,6   | 45-59 ans    | 20     |
| 17,4   | 30-44 ans    | 16,8   |
| 16,7   | 15-29 ans    | 13,6   |
| 16,8   | 0-14 ans     | 15,8   |

## Culture locale et patrimoine

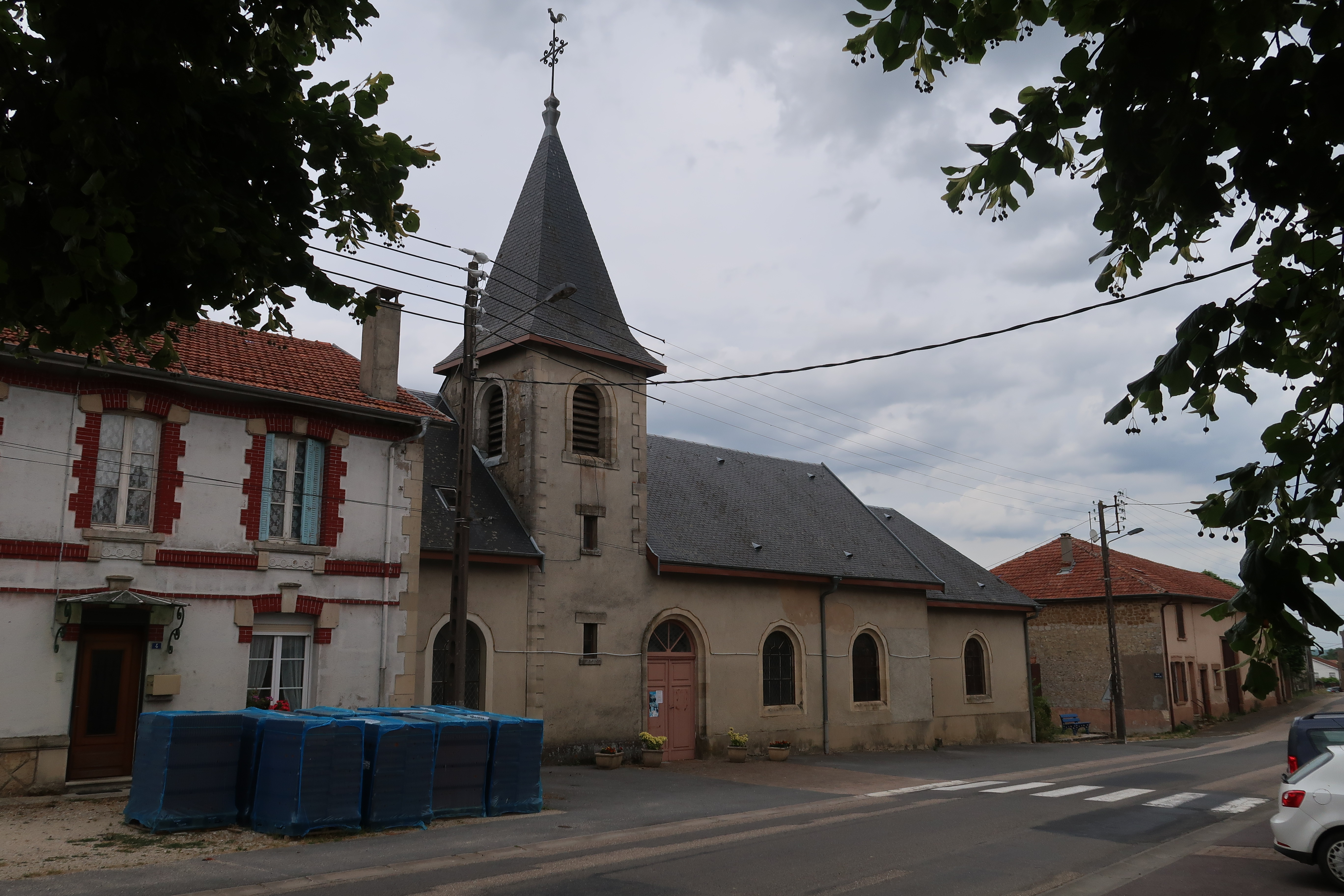
Église

### Lieux et monuments

#### Église Saint-Pierre
Datant à l'origine du XIIe siècle, peu d'éléments de cette époque subsistent, l'église ayant en particulier subi des dommages lors de la Première Guerre mondiale.

### Personnalités liées à la commune
Le sculpteur Ipoustéguy, né à Dun-sur-Meuse en 1920, est mort le 8 février 2006 à Doulcon, où se trouve la galerie portant son nom.

### Héraldique, logotype et devise
| Blason de Doulcon | Blason  | Tranché ondé : au 1er de sinople à la tour d'argent ouverte et ajourée du champ adextrée d'un léopard ailé d'argent assis, vu de front ; au 2e de gueules à deux clés renversées et contournées d'argent, rangées en bande; à la cotice ondée d'or brochant sur la partition. |
| Blason de Doulcon | Détails | Création de Robert André Louis et Dominique Lacorde, adoptée par la commune en mai 2016. |